# Steifhaariger Löwenzahn
Der Steifhaarige Löwenzahn (Leontodon hispidus), auch Gewöhnliches Raues Milchkraut, Rauer oder Rauher Löwenzahn genannt, ist eine Pflanzenart aus der Gattung Leontodon (Löwenzahn) innerhalb der Familie der Korbblütler (Asteraceae).

## Beschreibung

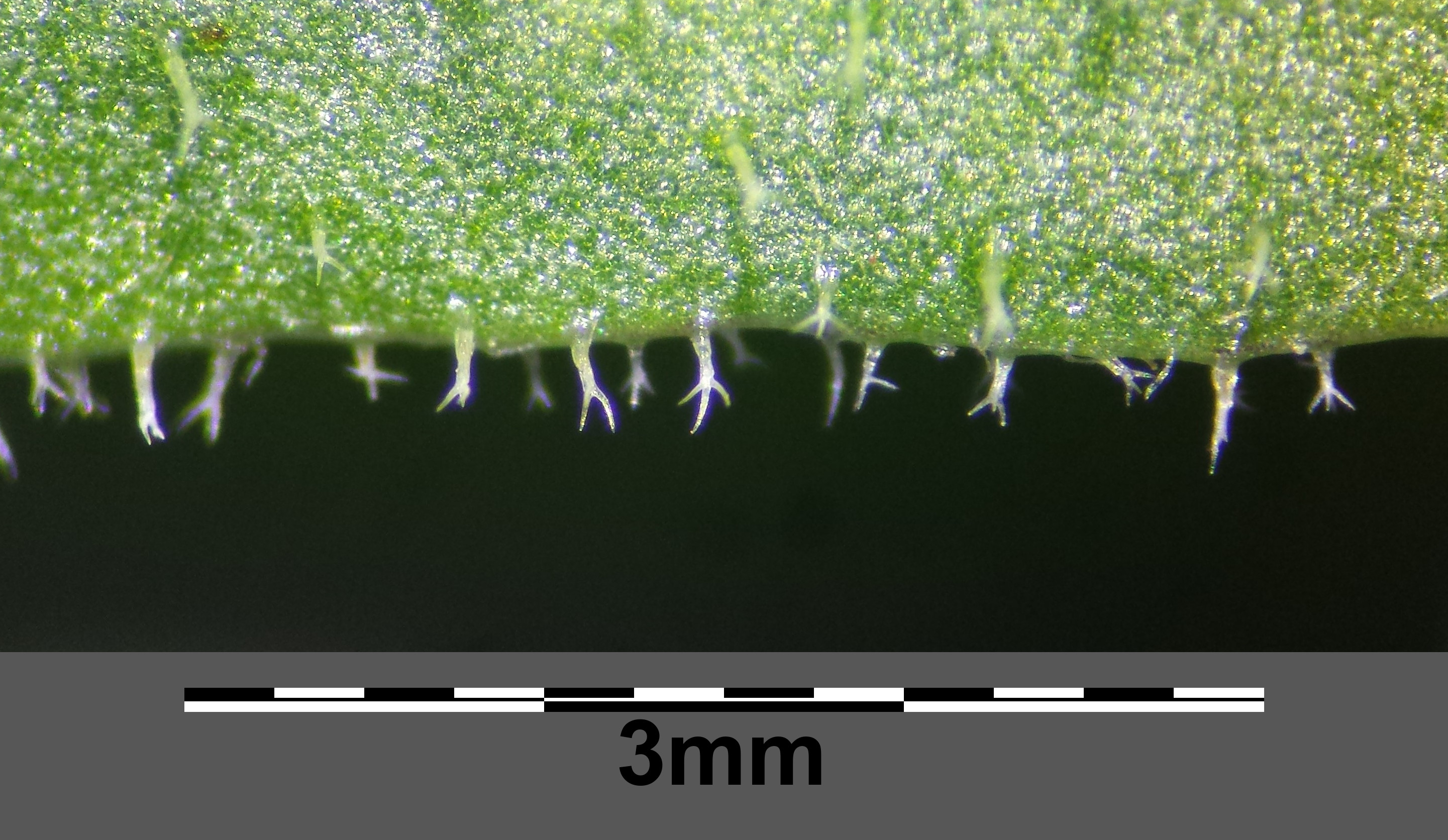
Laubblattrand mit Sternhaaren

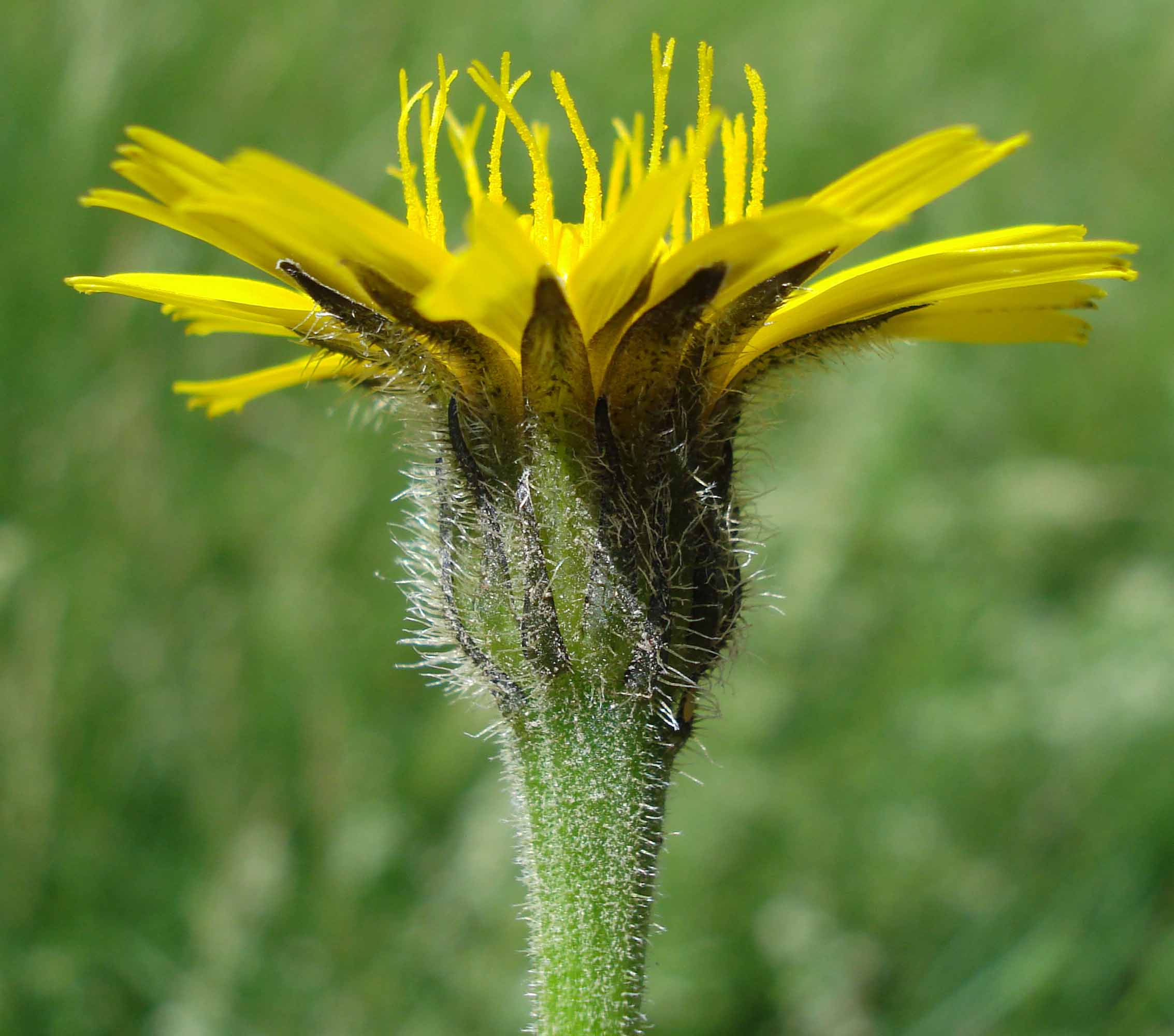
Blütenkörbchen

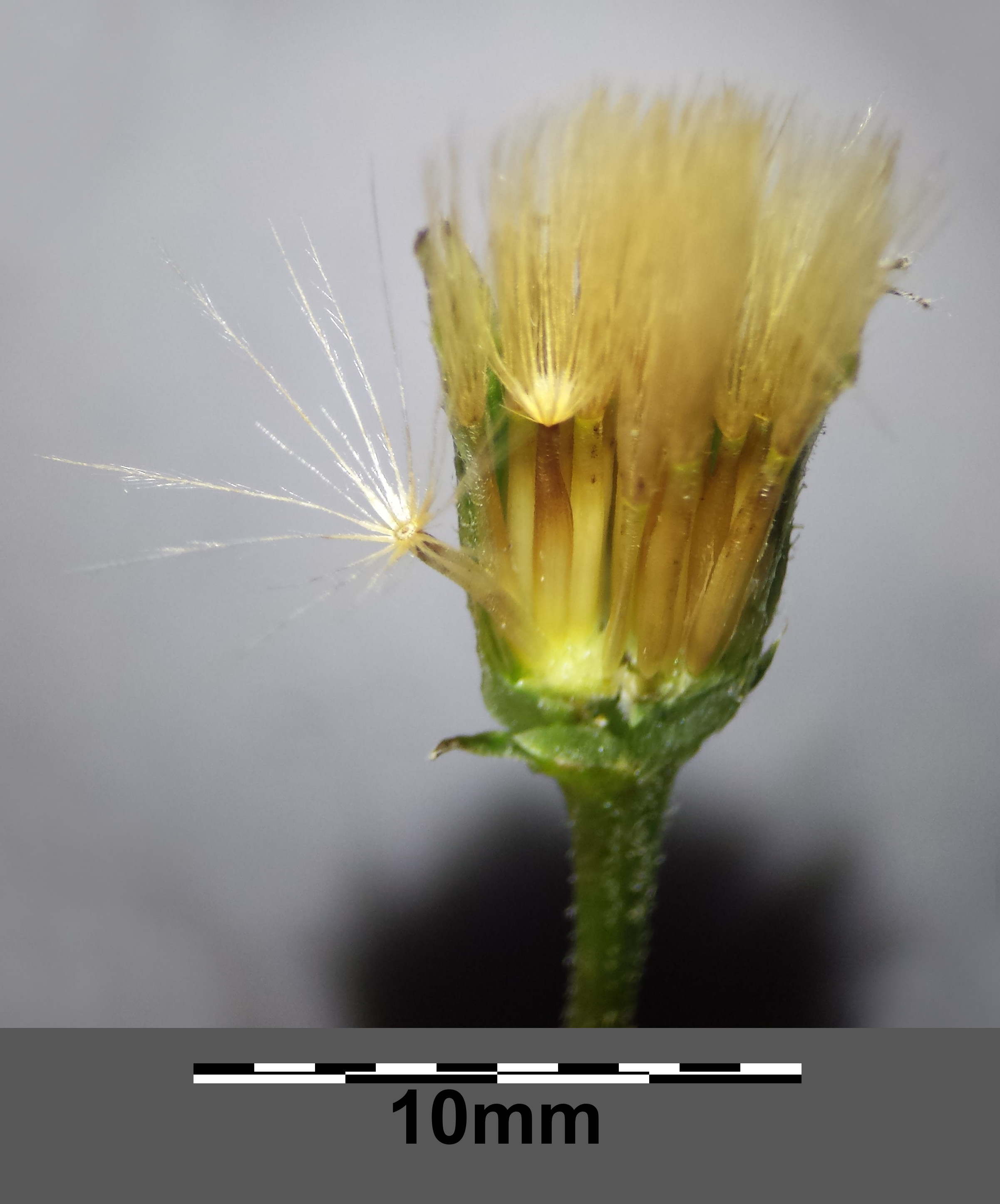
Korb mit Früchten

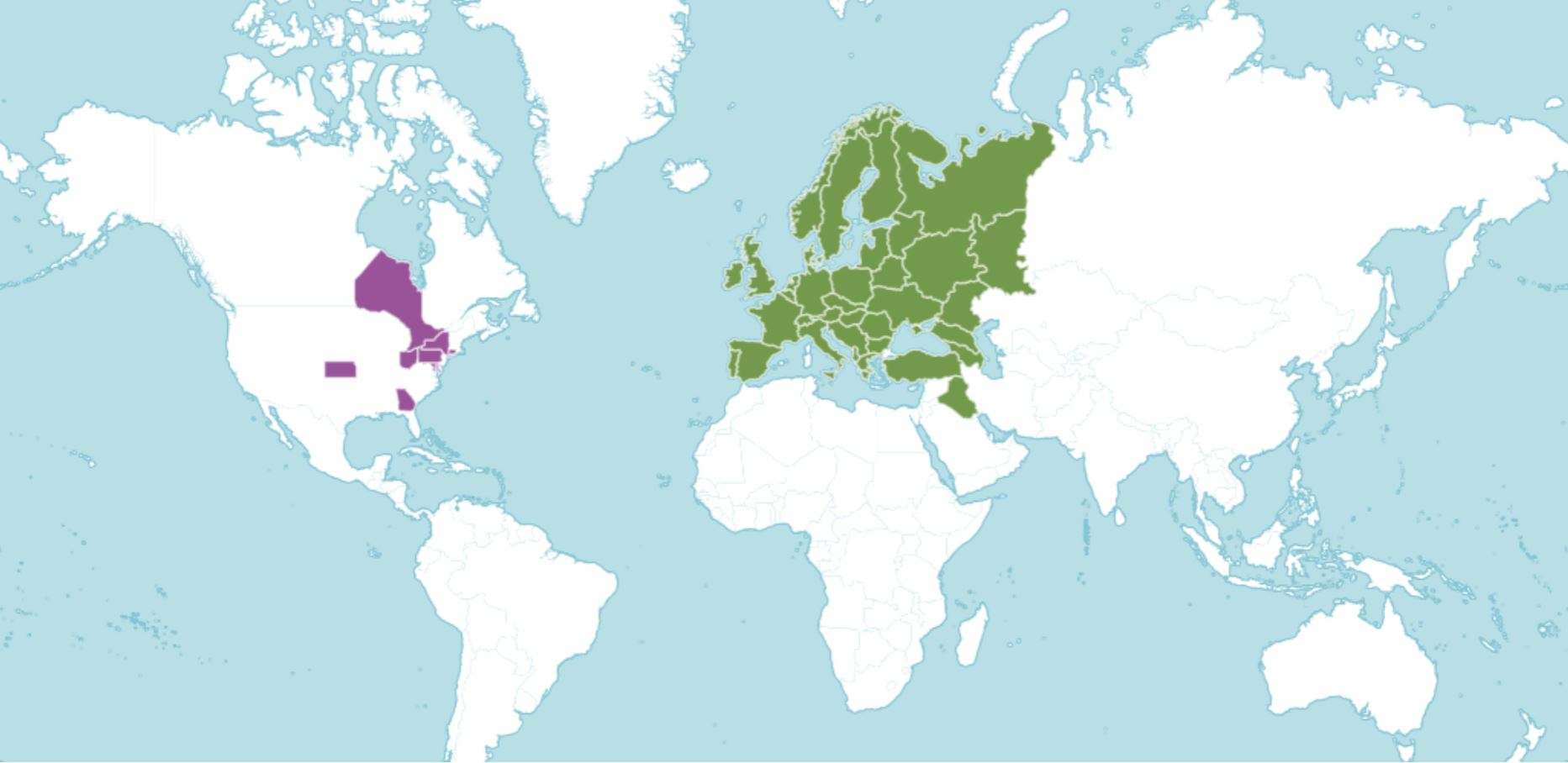
Verbreitung

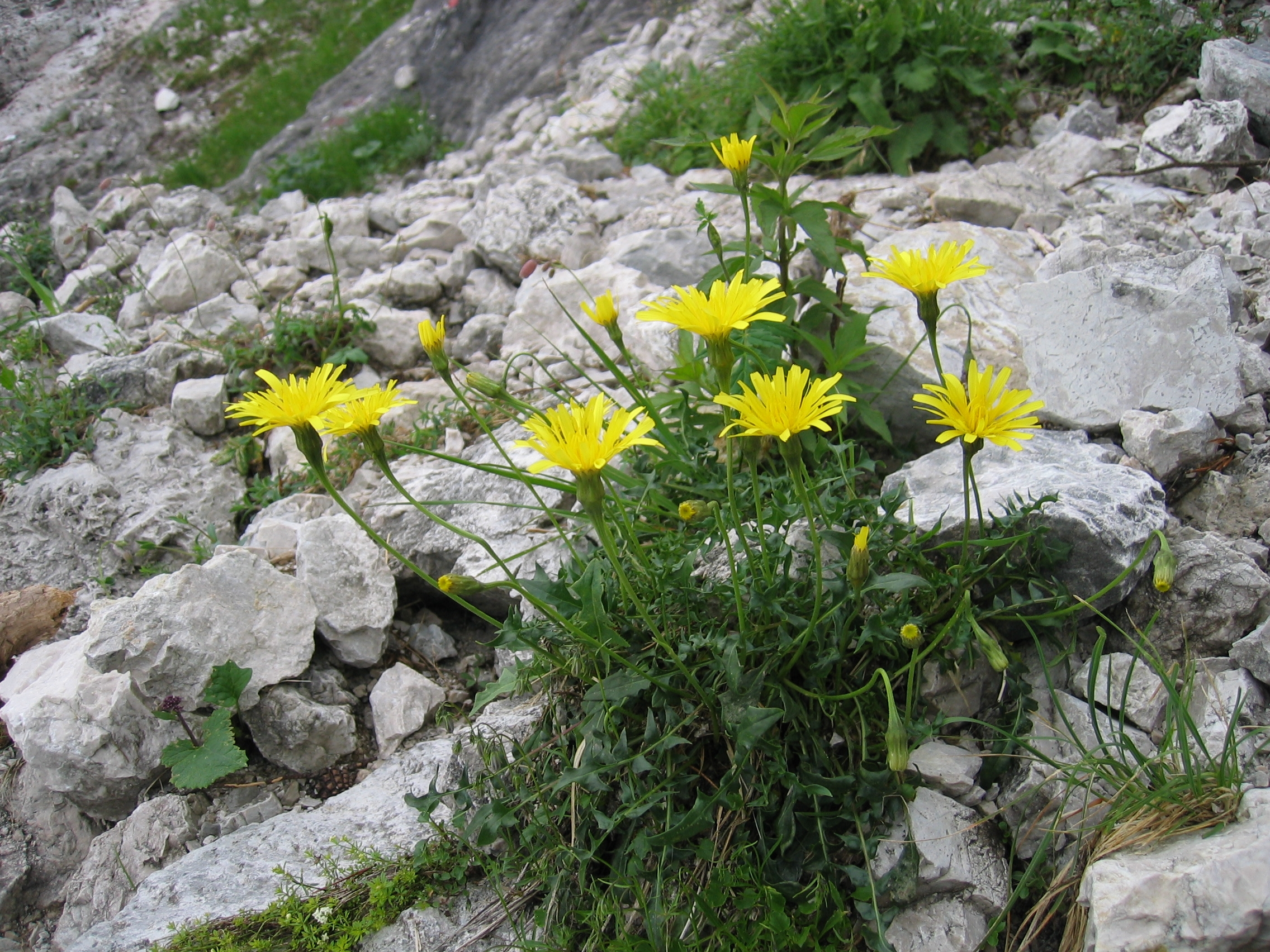
Steifhaariger Löwenzahn (Leontodon hispidus) in der Unterart subsp. hyoseroides

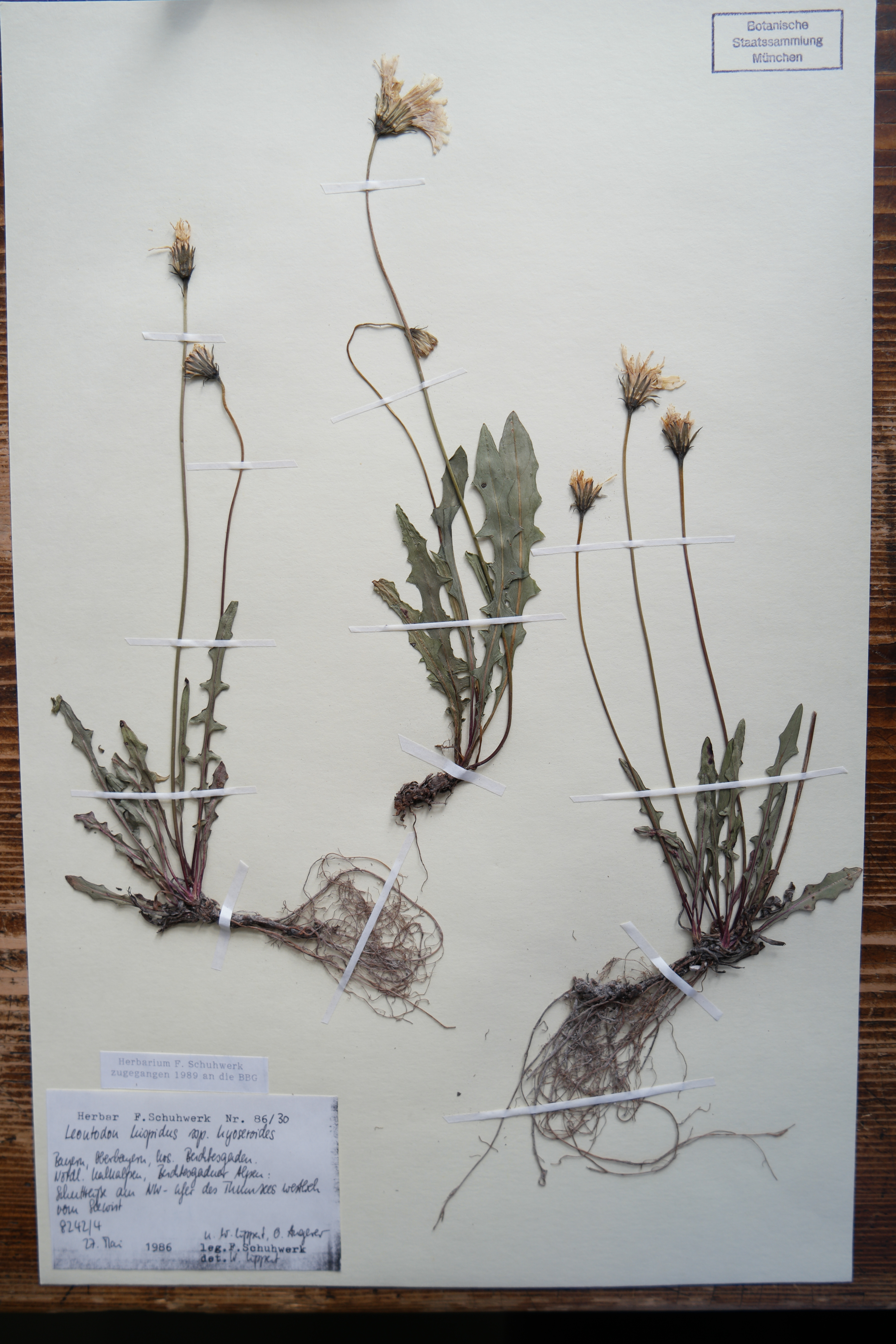
Steifhaariger Löwenzahn (Leontodon hispidus subsp. hyoseroides), Herbarbeleg mit den charakteristisch schief wachsenden Wurzeln

### Vegetative Merkmale
Der Steifhaarige Löwenzahn ist eine ausdauernde krautige Pflanze, die Wuchshöhen von 10 bis 60 Zentimetern erreicht. Je Pflanzenexemplar ist ein oder zu mehrere Stängel vorhanden. Der aufrechte oder schief bis bogig aufsteigende Stängel ist unverzweigt und einköpfig mit bis zu zwei Schuppenblättern.
Die Laubblätter sind in einer grundständigen Rosette angeordnet. Die Blattspreiten sind vielgestaltig länglich, ganzrandig bis fiederspaltig und grasgrüne bis gräulich-grün. Die Laubblätter sind bei den einzelnen Unterarten kahl bis sehr dicht behaart.

### Generative Merkmale
Die Blütezeit reicht von Juni bis Oktober, wobei die Blüten etwa von 5 bis 15 Uhr geöffnet sind. Die Blütenkörbe sind vor der Anthese nickend. Die Blütenhülle weist einen Durchmesser von 12 bis 17 Millimetern auf und besteht aus lanzettlichen, dunkelgrünen bis schwärzlichen Hüllblättern. Die Hüllblätter der äußeren Reihe sind lanzettlich, stumpf und locker abstehend, die übrigen sind linealisch-lanzettlich und stumpf oder kurz zugespitzt. Die Zungenblüten sind gelb und deutlich länger als die Korbhülle.
Die Achänen sind 5 bis 8 Millimeter lang, hell-braun und nach oben schnabelartig verschmälert. Der Pappus ist schmutzig weiß oder bräunlich und länger als die Achäne; die innere Reihe ist fedrig, die äußere borstig.
Die Chromosomenzahl beträgt 2n = 14.

## Ökologie
Beim Steifhaarigen Löwenzahn handelt es sich um einen Hemikryptophyten.
Blütenbesucher sind Apiden, Tenthrdiniden, Bombyliden, Syrphiden, Conopiden und Schmetterlinge.
Gallbildungen werden durch Cystiphora taraxaci, Trioza dispar und eine Anguillulidarum-Art hervorgerufen. Der Steifhaarige Löwenzahn ist Wirtspflanze für die Pilzarten Bremia lactucae, Puccinia leontodontis, Sphaerotheca humuli und Synchytrium aureum.

## Verbreitung
Die Art ist in Europa, in Westasien und im Kaukasusraum heimisch. Sie wurde nach Nordamerika eingeschleppt. Dort kommt sie in Ontario, Connecticut, Kansas, New York, Ohio, Georgia und Pennsylvania vor.
Die nominotypische Unterart der Gattung kommt auf nährstoffreichem Grünland, auf Nasswiesen und auf Halbtrockenrasen vor. Die Pflanze findet sich oft an Weg- und Straßenrändern. Wichtige Begleitarten sind Gemeine Schafgarbe, Spitzwegerich oder Gewöhnliches Ruchgras. Die Unterart subsp. hyoseroides bevorzugt Kalkfelsen, Geröll- und Schutthalden. Hier sind wichtige Begleitarten Kalk-Blaugras, Huflattich oder Berg-Reitgras.
In den Allgäuer Alpen steigt die Art in ihrer Unterart Leontodon hispidus subsp. montanus im Tiroler Teil auf der Rothornspitze bis zu einer Höhenlage von 2300 Meter auf. Sonst findet sich Leontodon hispidus im Kanton Wallis bis zu einer Höhenlage von 2500 Meter und in Graubünden bis 2700 Meter.

## Systematik
Die Erstveröffentlichung von Leontodon hispidus erfolgte 1753 durch Carl von Linné in Species Plantarum, Tomus II, Seite 799.
Innerhalb der Gattung ist es die Art mit der stärksten Variabilität. Sie ist jedoch nicht in allen ihren Verbreitungsgebieten gleich variabel; besonders variabel zeigt sich Leontodon hispidus im Alpen- und Voralpengebiet, wo er in zahlreiche Unterarten gegliedert wird. Nach De Groot (1977) sind sie aber nur von geringer Stabilität. Diese Unterarten sind wahrscheinlich nicht genetisch fixiert, sondern wohl eher Standortmodifikationen. In Kulturversuchen zumindest erwiesen sich die meisten Merkmale als hochvariabel. Die einzige Ausnahme bildet wohl Leontodon hispidus subsp. hyoseroides (Rchb.) Murr, die vor allem hinsichtlich der Blattdicke und Form eine gewisse Konstanz aufweist. Die Abgrenzung von Leontodon hispidus subsp. hispidus und Leontodon hispidus subsp. glabratus beruht wohl ausschließlich auf der Dichte der Behaarung und ist mit äußerster Vorsicht zu betrachten.
Je nach Autor gibt es einige Unterarten:
- Leontodon hispidus subsp. brumatii (Rchb.) Wraber (Syn.: Leontodon brumatii Rchb.): Sie kommt nur in Italien und Slowenien vor.[9]
- Loentodon hispidus subsp. dubius (Hoppe) Pawłowska (Syn.: Leontodon scaber Miel. ex Hoppe): Sie kommt in den Nördlichen und Südlichen Kalkalpen zwischen Bayern, Österreich, Slowenien und Norditalien (Dolomiten) vor.[10]
- Leontodon hispidus subsp. hastilis (L.) Corb. (Syn.: Leontodon hastilis L.):  Sie kommt in Europa und Vorderasien vor.[9]
- Leontodon hispidus subsp. hispidus: Die ökologischen Zeigerwerte nach Landolt et al. 2010 sind in der Schweiz für diese Unterart: Feuchtezahl F = 2+w (frisch aber mäßig wechselnd), Lichtzahl L = 4 (hell), Reaktionszahl R = 4 (neutral bis basisch), Temperaturzahl T = 3 (montan), Nährstoffzahl N = 3 (mäßig nährstoffarm bis mäßig nährstoffreich), Kontinentalitätszahl K = 3 (subozeanisch bis subkontinental).[1]
- Leontodon hispidus subsp. hyoseroides (Rchb.) Murr (Syn.: Leontodon hyoseroides Rchb., Leontodon hyoseroides subsp. pseudocrispus (Bisch.) Greuter): Sie kommt in Frankreich, Deutschland, in der Schweiz, in Österreich, Liechtenstein, Italien, Slowenien und in der Slowakei vor.[9] Die ökologischen Zeigerwerte nach Landolt et al. 2010 sind in der Schweiz für diese Unterart: Feuchtezahl F = 3w (mäßig feucht aber mäßig wechselnd), Lichtzahl L = 4 (hell), Reaktionszahl R = 4 (neutral bis basisch), Temperaturzahl T = 2 (subalpin), Nährstoffzahl N = 2 (nährstoffarm), Kontinentalitätszahl K = 3 (subozeanisch bis subkontinental).[1]
- Leontodon hispidus subsp. montanus (Ball) Greuter (Syn.: Leontodon hastilis subsp. montanus Ball, Leontodon hispidus subsp. alpinus (Jacq.) Finch & P.D.Sell):  Sie kommt in Frankreich, der Schweiz, Österreich, Polen, in der Slowakei und in Rumänien vor.[9]
- Leontodon hispidus subsp. opimus (W.D.J.Koch) Finch & P.D.Sell: Sie kommt in Italien, in der Schweiz, in Deutschland, Liechtenstein, Österreich, Montenegro, Bulgarien und Rumänien vor.[9]
- Leontodon hispidus subsp. pseudoincanus (Hayek) Soó: Sie kommt nur in Ungarn vor.[9]

Verglichen mit europäischen Aufsammlungen bieten Pflanzenpopulationen aus dem vorderen Orient (Iran) ein wesentlich einheitlichere Bild. So fehlen kahle Formen völlig, die Pflanzenexemplare variieren in der Größe und in der Blattlänge. Den iranischen Pflanzenpopulationen ist die Blattbehaarung mit zweistrahligen Haaren (Gabelhaare) eigen, was in Europa selten vorkommt. Als einzige Varietät wird aus dem Nord-Iran die var. mazanderanicus Rech. mit besonders auffällig langschäftigen und kleinköpfigen Pflanzen anerkannt.

## Kultur
Die unterirdischen Pflanzenteile des Steifhaarigen Löwenzahns enthalten Inulin. In Kriegszeiten wurden diese geröstet als Kaffeeersatz genutzt. Die Pflanze wird von Vieh gerne gefressen, wobei die Zunge der Rinder die angedrückten Blattrosetten aufnehmen kann, den zähen Blütenschaft jedoch meist stehen lässt.